# Vägvalet
Vägvalet (VÄG) var ett lokalt politiskt parti representerat i kommunfullmäktige i Borås kommun 1994-2014. I valet 2014 ställde partiet upp under namnet Boråsvalet - men tog inget mandat. 

## Historik
1998-2006 hade Vägvalets Björn Wahllöf en kommunalrådspost. Wahllöf, en av Vägvalets grundare, uteslöts i början av 1990-talet ur kristdemokraterna. Många av partiets medlemmar hade bakgrund i den lokala frikyrkliga församlingen Gemenskapen. Vägvalet hade sitt främsta stöd i de östra delarna av Borås kommun, i synnerhet i valdistriktet Gånghester där de i kommunvalet 2010 fick 13,73% av rösterna.
Efter valet 2006 förlorade Vägvalet kommunalrådsposten i och med att man gick tillbaka från sex till tre mandat. Björn Wahllöf avgick och Kerstin Koivisto valdes till Vägvalets nya ledamot i kommunstyrelsen. På 2007 års årsmöte valdes Martin Neuman till ordförande och efterträdde därmed Bo Jakobsson. På 2008 års årsmöte efterträdde Kerstin Koivisto Neuman. Koivisto blev då både partiets gruppledare i kommunfullmäktige och ordförande. I kommunvalet 2010 gick partiet tillbaka från tre till ett mandat. 2014 tappade partiet sitt mandat och veckan efter valet meddelades det att partiet skulle läggas ner.
Vägvalet ingick 1998-2010 i en sexpartikoalition bestående av moderaterna, folkpartiet, kristdemokraterna, centerpartiet, vägvalet och miljöpartiet. Efter valet 2010 bytte vägvalet och miljöpartiet sida och styrde i minoritet tillsammans med socialdemokraterna och vänsterpartiet 2010-2014.
Partiet hade en ungdomsorganisation vid namn Genvägen.

## Valresultat
| År   | Röster | Procent | Mandat |
| ---- | ------ | ------- | ------ |
| 1994 |        | 5,2     | 4 / 73 |
| 1998 | 5 146  | 8,9     | 6 / 73 |
| 2002 | 4 225  | 7,23 %  | 6 / 73 |
| 2006 | 2 569  | 4,26    | 3 / 73 |
| 2010 | 1 584  | 2,43    | 1 / 73 |
| 2014 | 1 228  | 1,82    | 0 / 73 |

Källa: val.se (Valmyndigheten)